# Jan Gamarnik
Jan Borisowicz Gamarnik, ros. Ян Борисович Гамарник, (ur. 2 czerwca?/14 czerwca 1894 w Żytomierzu, zm. 31 maja 1937 w Moskwie) – rosyjski działacz komunistyczny, przewodniczący Zarządu Politycznego Armii Czerwonej i ludowy wicekomisarz obrony (1930–1937). Komisarz armijny I rangi. W czasie "wielkiego terroru" zagrożony aresztowaniem przez NKWD w związku z tzw. sprawą Tuchaczewskiego, popełnił samobójstwo.

## Życiorys
Urodził się w urzędniczej żydowskiej rodzinie żytomierskiej jako Jakоw Сudikowicz Gamarnik. W dzieciństwie przeniósł się razem z rodziną do Odessy i tam ukończył gimnazjum. Od piętnastego roku życia zmuszony był utrzymywać się samodzielnie, zaś jako siedemnastolatek zainteresował się marksizmem. W 1913 r. pracował w Malinie jako prywatny korepetytor. Rok później rozpoczął studia w Instytucie Psychoneurologicznym w Petersburgu, jednak po roku przeniósł się na studia prawnicze na Uniwersytecie św. Włodzimierza w Kijowie. Tam poznał Mykołę Skrypnyka i Stanisława Kosiora; pod ich wpływem wstąpił w 1916 roku do Socjaldemokratycznej Partii Robotniczej Rosji, frakcji bolszewików (SDPRR(b)). Prowadził agitację w kijowskich zakładach „Arsenał”.

### Rewolucja i wojna domowa
Po rewolucji lutowej i obaleniu caratu stanął na czele kijowskiego komitetu SDPRR(b). Został aresztowany przez ukraińskie władze na wieść o zbrojnym przewrocie bolszewików w Petersburgu (rewolucji październikowej), odzyskał wolność podczas powstania bolszewików w Kijowie kilka dni później. Był członkiem utworzonego przez bolszewików komitetu wojskowo-rewolucyjnego, który wszczął w styczniu 1918 r. robotnicze powstanie przeciwko Ukraińskiej Centralnej Radzie, z centrum w fabryce „Arsenał”. Zostało ono stłumione przez oddziały wierne Radzie. Następnie działał na Ukrainie w bolszewickim podziemiu, wchodząc w skład KC KP(b)U. W lipcu 1918 r. przyjechał do Moskwy i poznał osobiście Lenina. Również w Moskwie brał udział w tłumieniu powstania lewicowych eserowców. 
W okresie, gdy ziemie ukraińskie znajdowały się pod kontrolą Niemiec, prowadził działalność polityczną w podziemiu, na południu Ukrainy, w regionie Taganrogu i na Krymie, występując przeciwko Niemcom i wspieranemu przez nich Hetmanatowi. Po przywróceniu Ukraińskiej Republiki Ludowej na przełomie r. 1918 i 1919 przygotowywał w Charkowie powstanie przeciwko rządowi URL -Dyrektoriatowi. Powstanie to zakończyło się powodzeniem, skłaniając jednostki Frontu Południowego Armii Czerwonej pod dowództwem Władimira Antonowa-Owsiejenki do przyspieszenia marszu na miasto – Charków znalazł się pod ich kontrolą 3 stycznia 1919 r. Po zajęciu Odessy dalszą działalność partyjną prowadził w tym właśnie mieście. W sierpniu 1919 r. był członkiem rady obrony Odessy, która nie zdołała zapobiec zdobyciu portu i miasta przez Siły Zbrojne Południa Rosji. Po opuszczeniu Odessy wszedł do rady rewolucyjno-wojskowej Południowej Grupy Wojsk 12 Armii, dowodzonej przez Ionę Jakira, z którą dotarł z rejonu Birzuli i Golty w rejon Żytomierza, a następnie Kijowa. Następnie był komisarzem 58 dywizji strzeleckiej (wchodzącej w skład Grupy Południowej). W lutym 1920 r., po zwycięstwie Armii Czerwonej nad Armią Ochotniczą, został skierowany do pracy partyjnej najpierw w Odessie, a następnie w Kijowie.

## 1923-1937
W latach 1923–1928 pracował na Dalekim Wschodzie, wdrażając m.in. politykę industrializacji. Od 1927 roku I sekretarz Dalwoskrajkoma WKP(b) oraz przewodniczący dalriewkoma oraz Dalwoskrajispołkoma. Rok później przeniesiony na Białoruś, gdzie stał na czele KP(b)B w latach 1928-1929, odpowiadając m.in. za politykę kolektywizacji rolnictwa. Popierając politykę kolektywizacji, poparł w 1929 r. Stalina w walce z tzw. prawicową opozycją (Bucharin, Rykow, Tomski).  
W 1929 r. objął stanowisko przewodniczącego Zarządu Politycznego Armii Czerwonej, zasiadał w Radzie Rewolucyjno-Wojskowej i był redaktorem naczelnym pisma "Krasnaja Zwiezda” (1929-1937). W 1930 r. mianowano go zastępcą ludowego komisarza spraw wojskowych i morskich, od 1934 - komisarza obrony. Wspierał działania Michaiła Tuchaczewskiego na rzecz modernizacji Armii Czerwonej. Usuwał z podległych sobie struktur osoby, które podczas wojny domowej przez pewien czas popierały białych, aprobował dokonywane przez NKWD aresztowania służących w Armii Czerwonej byłych carskich oficerów. Skład osobowy Zarządu Politycznego ukształtował całkowicie według własnego uznania, cieszył się w wojsku niepodważalnym autorytetem.
W 1935 r., w związku z wdrożeniem nowych stopni wojskowych w Armii Czerwonej, otrzymał jako pierwszy stopień komisarza armijnego I rangi. W 1936 r. publicznie zaaprobował proces i egzekucję Grigorija Zinowjewa oraz Lwa Kamieniewa. Poparł również usunięcie z partii Nikołaja Bucharina.

## Sprawa Tuchaczewskiego i śmierć
20 maja 1937 r., w przededniu rozpoczęcia masowej czystki w Armii Czerwonej, Jan Gamarnik został pozbawiony stanowiska i mianowany członkiem Rady Wojennej Środkowoazjatyckiego Okręgu Wojskowego. Kilka dni później miały miejsce aresztowania wysokich rangą dowódców, którzy mieli w połowie czerwca stanąć przed sądem wojskowym (Michaiła Tuchaczewskiego, Iony Jakira, Ijeronima Uborewicza, Borisa Feldmana, Roberta Ejdemana, Awgusta Korka). Gamarnik wcześniej wspólnie z Jakirem i Iwanem Dubowojem starał się bronić Tuchaczewskiego przed aresztowaniem a nadto wstawiał się również za aresztowanym wiosną 1937 komkorem Ilją Garkawym. W związku z tym przewidywał, że również zostanie uwięziony. 30 maja Politbiuro podjęło decyzję o odsunięciu go od pracy w Komisariacie Obrony z powodu "związków z uczestnikami faszystowskiego spisku wojskowego". Ciężko chory na cukrzycę Gamarnik 31 maja zastrzelił się w swoim domu. Według Pawła Wieczorkiewicza wersja o samobójstwie Gamarnika nie jest całkowicie pewna i główny komisarz polityczny Armii Czerwonej mógł zostać zamordowany.
Pośmiertnie Gamarnik został usunięty z wojska jako przyjaciel Jakira, oskarżonego o udział w "wojskowo-faszystowskim spisku". 11 czerwca 1937 r. wszyscy oskarżeni zostali skazani na śmierć i natychmiast rozstrzelani, ogłoszono także, że Gamarnik współpracował z nimi w działaniach na rzecz restauracji kapitalizmu w ZSRR i w działaniach szpiegowskich i sabotażowych.
Chociaż Gamarnik nie został skazany, jego rodzinę dotknęły represje stosowane wobec krewnych "wrogów ludu". Szesnaście lat w więzieniach, obozach i na zesłaniu spędziła jego siostra Kłara Bogomołowa-Gamarnik. Na dziesięć lat zsyłki skazano jego córkę Wiktoriję. Żona Gamarnika, Bluma Awerbuch-Gamarnik, została aresztowana w sierpniu 1937 r., oskarżona o uczestnictwo w terrorystycznej organizacji kontrrewolucyjnej i rozstrzelana w 1941 r. na Kommunarce.
W 1955 roku zrehabilitowany. W 1978 r. wydany został zbiór wspomnień o nim.